# FC VSS Košice
Der FC VSS Košice (bis 2015 MFK Košice) war ein slowakischer Fußballverein aus Košice. Er wurde am 17. Juni 2005 durch den Umzug des Zweitligisten FC Steel Trans Ličartovce nach Košice gegründet, an dem auch die Stadt Košice beteiligt war.
Gleich in der ersten Saison 2005/06 gelang dem Klub der Aufstieg in die höchste slowakische Spielklasse, die Corgoň liga. In der folgenden Spielzeit 2006/07 wurde der MFK Košice Fünfter.

## Geschichte FC Steel Trans Ličartovce
In Ličartovce wurde lange nur unterklassig gespielt. Noch 1991/92 war der TJ Družstevník Ličartovce in der siebten Liga. 1992 stieg Blažej Podolák in den Klub ein und benannte ihn in FC Plastt Ličartovce um. Es folgten mehrere Aufstiege nacheinander, bis man 1996 in der 2. Liga angekommen war. Anfang 1997 stieg das Unternehmen Steel Trans als neuer Hauptsponsor ein, was die finanziellen Möglichkeiten noch einmal verbesserte. 
Nach mehreren Mittelfeldplatzierungen spielte Ličartovce 2001/02 um den Aufstieg in die 1. Liga, wurde aber nur Zweiter. Dieses Ergebnis konnte die Mannschaft auch 2002/03 und 2003/04 wiederholen. 2004 zog die Elf in das Endspiel um den slowakischen Pokal ein, verlor aber gegen Artmedia Petržalka mit 0:2. In der folgenden Saison stand abermals ein zweiter Platz zu buche. 
Anschließend entschloss sich Steel Trans, den Klub nach Košice umzusiedeln. Eine Aktiengesellschaft mit zehn Millionen slowakischer Kronen als Grundkapital wurde gegründet, jeweils die Hälfte der Anteile übernahm Steel Trans Ličartovce und die Stadt Košice.
2017 stellte der Verein den Spielbetrieb ein.

## Erfolge
- Slowakischer Pokalsieger: 2009, 2014
- Slowakischer Supercupsieger: 1997

## Europapokalbilanz
| Saison  | Wettbewerb         | Runde                  | Gegner              | Gesamt | Hin     | Rück    |
| ------- | ------------------ | ---------------------- | ------------------- | ------ | ------- | ------- |
| 2009/10 | UEFA Europa League | 3. Qualifikationsrunde | FK Slavija Sarajevo | 5:1    | 2:0 (A) | 3:1 (H) |
| 2009/10 | UEFA Europa League | Play-offs              | AS Rom              | 04:10  | 3:3 (H) | 1:7 (A) |
| 2014/15 | UEFA Europa League | 2. Qualifikationsrunde | Slovan Liberec      | 0:4    | 0:1 (H) | 0:3 (A) |

Gesamtbilanz: 6 Spiele, 2 Siege, 1 Unentschieden, 3 Niederlagen, 9:15 Tore (Tordifferenz −6)

## Trainer
- Ján Kozák (2005–2010, 2012–2013)
- Radoslav Látal (2013–2014)

## Spieler
- Nemanja Matić (2007–2009)
- Ondrej Duda (2012–2014)